# Об'їзд (фільм, 1986)
«Об'їзд» («Apbraucamais ceļš») — радянський художній фільм 1986 року, знятий режисером Еріксом Лацісом на Ризькій кіностудії.

## Сюжет
Під час буревію, що розігрався, у сніговій пастці опинилися співробітники НДІ, які їхали на екскурсію; діти, які повертаються з математичної олімпіади; молодята та їхні батьки; начальник, що зібрався полювати, та інші. Екстремальна ситуація висунула неформального лідера — конструктора Райта Жагарса, який вжив заходів для порятунку людей.

## У ролях
- Роландс Загорскіс — головна роль
- Тетяна Поппе — головна роль
- Гунарс Цилінскіс
- Едуардс Павулс — Авенс
- Яніс Паукштелло — Лакізо
- Олексій Михайлов — старий
- Ласма Мурнієце-Кугрена — роль другого плану
- Ріхардс Зіхманіс — роль другого плану
- Байба Індріксоне — мати нареченої
- Маріс Путніньш — роль другого плану
- Мара Звайгзне — роль другого плану
- Арно Упенієкс — роль другого плану
- Талівалдіс Аболіньш — роль другого плану
- Ліга Віденієце — роль другого плану
- Іварс Сієтіньш — роль другого плану
- Велта Страуме — роль другого плану
- Гундарс Аболіньш — роль другого плану
- Карліс Зушманіс — роль другого плану
- Варіс Ветра — роль другого плану
- Зайга Вінерте — роль другого плану
- Мілена Гулбе — роль другого плану
- Інесса Сауліте — роль другого плану
- Раймонд Павловс — роль другого плану
- Едгар Сукурс — роль другого плану

## Знімальна група
- Режисер — Ерікс Лаціс
- Сценарист — Владлен Дозорцев
- Оператор — Харійс Кукелс
- Композитор — Паулс Дамбіс
- Художник — Дайліс Рожлапа